# Llano Blanco, Guanajuato
Llano Blanco är en ort i Mexiko.   Den ligger i kommunen Santa Catarina och delstaten Guanajuato, i den centrala delen av landet, 210 km nordväst om huvudstaden Mexico City. Llano Blanco ligger 1 573 meter över havet och antalet invånare är 151.
Terrängen runt Llano Blanco är huvudsakligen kuperad. Llano Blanco ligger nere i en dal. Runt Llano Blanco är det ganska glesbefolkat, med 25 invånare per kvadratkilometer. Närmaste större samhälle är Victoria, 18,3 km väster om Llano Blanco. Omgivningarna runt Llano Blanco är i huvudsak ett öppet busklandskap.